# Kæmpedamens Bortførelse
Kæmpedamens Bortførelse er en dansk stumfilm fra 1913, der er instrueret af Sofus Wolder efter manuskript af A.V. Olsen.

## Handling
Denne artikel mangler et handlingsreferat. Hjælp os med at skrive det.